# Campionato mondiale femminile di pallamano 1982
Il campionato mondiale femminile di pallamano 1982 è stato l'ottava edizione del massimo torneo di pallamano per squadre nazionali femminili, organizzato dalla International Handball Federation (IHF). Il torneo si è disputato dal 2 al 12 dicembre 1982 in Ungheria in nove impianti e la fase finale si è disputata a Budapest. Vi hanno preso parte dodici rappresentative nazionali. Il torneo è stato vinto per la prima volta dall'Unione Sovietica, che in finale ha superato le padrone di casa dell'Ungheria.

## Formato
Le dodici nazionali partecipanti sono state suddivise in tre gironi da quattro squadre ciascuno. Le prime due classificate accedono al girone finale per la conquista del titolo. Nel girone finale ogni squadra porta il risultato ottenuto contro la squadra contro cui ha giocato nel turno preliminare e affronta le altre quattro; la classifica finale del girone definisce la graduatoria del torneo. Le squadre classificate al terzo e quarto posto nel turno preliminare si affrontano in un girone a tre per definire i piazzamenti finali dal settimo al dodicesimo posto. Le prime quattro classificate si qualificano al torneo femminile di pallamano dei Giochi della XXIII Olimpiade.

## Impianti
Il torneo viene disputato in nove sedi.

## Nazionali partecipanti
| Modalità                           | Posti | Qualificate                                             |
| ---------------------------------- | ----- | ------------------------------------------------------- |
| Nazionale del Paese ospitante      | 1     | Ungheria                                                |
| Giochi della XXII Olimpiade        | 3     | Unione Sovietica Jugoslavia Germania Est                |
| Torneo di qualificazione europeo   | 5     | Cecoslovacchia Romania Norvegia Bulgaria Germania Ovest |
| Torneo di qualificazione asiatico  | 1     | Corea del Sud                                           |
| Campionato africano 1981           | 1     | Congo-Brazzaville                                       |
| Torneo di qualificazione americano | 1     | Stati Uniti                                             |

## Turno preliminare

### Girone A

#### Classifica
| Pos. | Squadra      | Pt | G | V | N | P | GF | GS | DR  |
| ---- | ------------ | -- | - | - | - | - | -- | -- | --- |
| 1.   | Ungheria     | 5  | 3 | 2 | 1 | 0 | 63 | 39 | +24 |
| 2.   | Germania Est | 5  | 3 | 2 | 1 | 0 | 59 | 35 | +24 |
| 3.   | Norvegia     | 2  | 3 | 1 | 0 | 2 | 57 | 53 | +4  |
| 4.   | Stati Uniti  | 0  | 3 | 0 | 0 | 3 | 21 | 73 | -52 |

#### Risultati
| Budapest 2 dicembre 1982 | Germania Est | 16 – 14 (8-6) | Norvegia |  |

| Budapest 2 dicembre 1982 | Ungheria | 22 – 4 (15-1) | Stati Uniti |  |

| Budapest 3 dicembre 1982, ore 18:30 | Germania Est | 26 – 4 (10-4) | Stati Uniti |  |

| Budapest 3 dicembre 1982, ore 20:00 | Ungheria | 24 – 18 (5-9) | Norvegia |  |

| Budapest 5 dicembre 1982, ore 18:30 | Norvegia | 25 – 13 (11-5) | Stati Uniti |  |

| Budapest 5 dicembre 1982, ore 20:00 | Ungheria | 17 – 17 (8-7) | Germania Est |  |

### Girone B

#### Classifica
| Pos. | Squadra          | Pt | G | V | N | P | GF | GS | DR  |
| ---- | ---------------- | -- | - | - | - | - | -- | -- | --- |
| 1.   | Unione Sovietica | 6  | 3 | 3 | 0 | 0 | 65 | 49 | +16 |
| 2.   | Corea del Sud    | 3  | 3 | 1 | 1 | 1 | 69 | 68 | +1  |
| 3.   | Romania          | 3  | 3 | 1 | 1 | 1 | 56 | 59 | -3  |
| 4.   | Bulgaria         | 0  | 3 | 0 | 0 | 3 | 52 | 66 | -14 |

#### Risultati
| Miskolc 2 dicembre 1982 | Unione Sovietica | 22 – 12 (13-5) | Bulgaria |  |

| Miskolc 2 dicembre 1982 | Corea del Sud | 22 – 22 (11-10) | Romania |  |

| Debrecen 3 dicembre 1982, ore 17:00 | Unione Sovietica | 23 – 21 (10-10) | Corea del Sud |  |

| Debrecen 3 dicembre 1982, ore 18:30 | Romania | 18 – 17 (6-9) | Bulgaria |  |

| Miskolc 5 dicembre 1982, ore 15:00 | Unione Sovietica | 20 – 16 (10-5) | Romania |  |

| Miskolc 5 dicembre 1982, ore 16:30 | Corea del Sud | 26 – 23 (14-11) | Bulgaria |  |

### Girone C

#### Classifica
| Pos. | Squadra           | Pt | G | V | N | P | GF | GS | DR  |
| ---- | ----------------- | -- | - | - | - | - | -- | -- | --- |
| 1.   | Jugoslavia        | 6  | 3 | 3 | 0 | 0 | 80 | 43 | +37 |
| 2.   | Cecoslovacchia    | 4  | 3 | 2 | 0 | 1 | 64 | 52 | +12 |
| 3.   | Germania Ovest    | 2  | 3 | 1 | 0 | 2 | 65 | 49 | +16 |
| 4.   | Congo-Brazzaville | 0  | 3 | 0 | 0 | 3 | 34 | 99 | -65 |

#### Risultati
| Zalaegerszeg 2 dicembre 1982 | Jugoslavia | 21 – 16 (12-8) | Germania Ovest |  |

| Zalaegerszeg 2 dicembre 1982 | Cecoslovacchia | 30 – 13 (11-5) | Congo-Brazzaville |  |

| Pécs 3 dicembre 1982, ore 17:00 | Jugoslavia | 37 – 11 (17-4) | Congo-Brazzaville |  |

| Pécs 3 dicembre 1982, ore 18:30 | Cecoslovacchia | 18 – 17 (10-10) | Germania Ovest |  |

| Zalaegerszeg 5 dicembre 1982, ore 15:00 | Germania Ovest | 32 – 10 (13-4) | Congo-Brazzaville |  |

| Zalaegerszeg 5 dicembre 1982, ore 16:30 | Jugoslavia | 22 – 16 (11-7) | Cecoslovacchia |  |

## Turno principale

### Girone per il piazzamento 7º-12º posto

#### Classifica
| Pos. | Squadra           | Pt | G | V | N | P | GF  | GS  | DR  |
| ---- | ----------------- | -- | - | - | - | - | --- | --- | --- |
| 7.   | Norvegia          | 9  | 5 | 4 | 1 | 0 | 109 | 77  | +32 |
| 8.   | Romania           | 8  | 5 | 3 | 2 | 0 | 121 | 80  | +41 |
| 9.   | Germania Ovest    | 7  | 5 | 3 | 1 | 1 | 110 | 75  | +35 |
| 10.  | Bulgaria          | 4  | 5 | 2 | 0 | 3 | 101 | 93  | +8  |
| 11.  | Stati Uniti       | 2  | 5 | 1 | 0 | 4 | 76  | 121 | -45 |
| 12.  | Congo-Brazzaville | 0  | 5 | 0 | 0 | 5 | 74  | 145 | -71 |

#### Risultati
| Szolnok 7 dicembre 1982 | Norvegia | 28 – 14 (13-7) | Congo-Brazzaville |  |

| 7 dicembre 1982 | Romania | 34 – 15 (18-9) | Stati Uniti |  |

| 7 dicembre 1982 | Germania Ovest | 18 – 15 (9-8) | Bulgaria |  |

| Eger 8 dicembre 1982, ore 17:00 | Norvegia | 22 – 19 (10-7) | Bulgaria |  |

| Eger 8 dicembre 1982, ore 18:30 | Romania | 18 – 18 (9-7) | Germania Ovest |  |

| Győr 8 dicembre 1982, ore 18:30 | Stati Uniti | 19 – 16 (9-7) | Congo-Brazzaville |  |

| Veszprém 10 dicembre 1982 | Norvegia | 18 – 15 (10-6) | Germania Ovest |  |

| 10 dicembre 1982 | Romania | 35 – 14 (16-7) | Congo-Brazzaville |  |

| 10 dicembre 1982 | Bulgaria | 19 – 15 (14-8) | Stati Uniti |  |

| Budapest 11 dicembre 1982 | Norvegia | 16 – 16 (8-8) | Romania |  |

| 11 dicembre 1982 | Germania Ovest | 27 – 14 (14-8) | Stati Uniti |  |

| 11 dicembre 1982 | Bulgaria | 31 – 20 (13-9) | Congo-Brazzaville |  |

### Girone finale

#### Classifica
| Pos. | Squadra          | Pt | G | V | N | P | GF  | GS  | DR  |
| ---- | ---------------- | -- | - | - | - | - | --- | --- | --- |
| 1.   | Unione Sovietica | 8  | 5 | 4 | 0 | 1 | 86  | 81  | +5  |
| 2.   | Ungheria         | 7  | 5 | 3 | 1 | 1 | 99  | 89  | +10 |
| 3.   | Jugoslavia       | 7  | 5 | 3 | 1 | 1 | 102 | 95  | +7  |
| 4.   | Germania Est     | 6  | 5 | 2 | 2 | 1 | 99  | 89  | +10 |
| 5.   | Cecoslovacchia   | 2  | 5 | 1 | 0 | 4 | 83  | 98  | -15 |
| 6.   | Corea del Sud    | 0  | 5 | 0 | 0 | 5 | 112 | 129 | -17 |

#### Risultati
| Budapest 7 dicembre 1982, ore 17:00 | Unione Sovietica | 15 – 14 (6-8) | Germania Est |  |

| Budapest 7 dicembre 1982, ore 18:30 | Jugoslavia | 27 – 25 (16-15) | Corea del Sud |  |

| Budapest 7 dicembre 1982, ore 20:00 | Ungheria | 20 – 17 (11-7) | Cecoslovacchia |  |

| Budapest 8 dicembre 1982, ore 17:00 | Germania Est | 23 – 18 (14-7) | Cecoslovacchia |  |

| Budapest 8 dicembre 1982, ore 18:30 | Unione Sovietica | 21 – 19 (10-8) | Jugoslavia |  |

| Budapest 8 dicembre 1982, ore 20:00 | Ungheria | 31 – 25 (18-12) | Corea del Sud |  |

| Budapest 10 dicembre 1982, ore 17:00 | Germania Est | 28 – 22 (14-12) | Corea del Sud |  |

| Budapest 10 dicembre 1982, ore 18:30 | Unione Sovietica | 14 – 12 (9-6) | Cecoslovacchia |  |

| Budapest 10 dicembre 1982, ore 20:00 | Ungheria | 16 – 17 (9-10) | Jugoslavia |  |

| Budapest 12 dicembre 1982, ore 14:30 | Jugoslavia | 17 – 17 (9-5) | Germania Est |  |

| Budapest 12 dicembre 1982, ore 16:00 | Cecoslovacchia | 20 – 19 (13-8) | Corea del Sud |  |

| Budapest 12 dicembre 1982, ore 17:30 | Ungheria | 15 – 13 (6-6) | Unione Sovietica |  |

## Classifica finale
| Pos.    | Nazione           |
| ------- | ----------------- |
| Oro     | Unione Sovietica  |
| Argento | Ungheria          |
| Bronzo  | Jugoslavia        |
| 4       | Germania Est      |
| 5       | Cecoslovacchia    |
| 6       | Corea del Sud     |
| 7       | Norvegia          |
| 8       | Romania           |
| 9       | Germania Ovest    |
| 10      | Bulgaria          |
| 11      | Stati Uniti       |
| 12      | Congo-Brazzaville |

|  | Qualificata ai Giochi della XXIII Olimpiade |

## Statistiche

### Classifica marcatrici
Fonte:.
| Pos. | Nome                       | Nazionale         | Reti | Tiri dai 7 m |
| ---- | -------------------------- | ----------------- | ---- | ------------ |
| 1    | Jasna Merdan-Kolar         | Jugoslavia        | 52   | 29           |
| 2    | Yoon Byung-soon            | Corea del Sud     | 46   | 7            |
| 3    | Marianna Nagy              | Ungheria          | 44   | 18           |
| 4    | Kim Ok-hwa                 | Corea del Sud     | 42   | 10           |
| 5    | Solange Koulinka           | Congo-Brazzaville | 39   | 9            |
| 6    | Maria Török-Duca           | Romania           | 38   | 21           |
| 7    | Katrin Krüger-Mietzner     | Germania Est      | 36   | 13           |
| 8    | Jana Kuťková               | Cecoslovacchia    | 31   | 22           |
| 9    | Tatiana Vateva             | Bulgaria          | 30   | 12           |
| 10   | Kristin Glosimot Kjelsberg | Norvegia          | 29   | 11           |

## Premi individuali
Migliori 7 giocatrici del torneo.
| Ruolo            | Giocatore             |
| ---------------- | --------------------- |
| Portiere         | Jasna Ptujec          |
| Ala sinistra     | Svetlana Anastasovska |
| Terzino sinistro | Natal'ja Cygankova    |
| Centrale         | Éva Angyal            |
| Terzino destro   | Yoon Byung-soon       |
| Ala destra       | Marianna Nagy         |
| Pivot            | Jasna Merdan-Kolar    |